# Barbie jako księżniczka wyspy
Barbie jako księżniczka wyspy (ang. Barbie as the Island Princess, 2007) – amerykańska bajka dla dzieci z najsłynniejszą lalką świata – Barbie.

## Opis fabuły
Barbie jako Rosella (Ro) w wieku 6 lat trafia na bezludną wyspę. Nie pamięta, kim jest, dorasta pośród zwierząt: pandy, słonia i pawia, uczy się ich mowy, śpiewa dla nich. Przez 10 lat żyje samotnie na wyspie, później pojawia się książę. Rosella nigdy wcześniej nie widziała człowieka, więc zaciekawiona podąża za księciem, ratując go od czyhających niebezpieczeństw. Książę Antonio zakochuje się w dziewczynie od pierwszego wejrzenia i postanawia zabrać ją do swego królestwa. Wraz ze zwierzętami, najbliższymi przyjaciółmi Roselli, wyruszają w podróż. Tymczasem w królestwie król i królowa zaplanowali już inny ożenek dla księcia – piękną księżniczkę Lucianę. Podstępna i zła matka Luciany knuje spisek przeciwko Roselli, sprawia, że wszystkie zwierzęta w królestwie zasypiają, a winą za to obarcza Rosellę. Rosella zostaje uwięziona. Tylko książę wierzy w jej niewinność. Zgadza się poślubić Lucianę, ale w zamian żąda uwolnienia Roselli i jej przyjaciół. Ro zostaje zabrana na statek, ponieważ ma wrócić na swoją wyspę tam skąd przybyła. Ariana – matka Luciany – daje kapitanowi statku zapłatę za to, aby wyrzucił Roselle do morza. Gdy ta wpada wraz z przyjaciółmi do wody, przypomina sobie, jak ma na imię, a także swoją przeszłość. Postanawia wrócić, aby uratować zwierzęta. Ta wyprawa wszystko zmieni w jej życiu. Odnajdzie swoją matkę, a także poślubi księcia Antonia.

## Wersja polska
- Beata Wyrąbkiewicz – Ro (Rosella)
- Anna Apostolakis – Ariana, Tika
- Joanna Węgrzynowska – Księżniczka Luciana, Sofia
- Katarzyna Łaska – Rita
- Tomasz Steciuk – Azul, książę Antonio
- Magdalena Krylik – Gina
- Izabela Dąbrowska – Królowa